# Kristna gårdar och hotell
Kristna Gårdar och Hotell, KGH är en förening för hotell, pensionat, sommar-, kurs- och lägergårdar som drivs i kristen regi och har en restriktiv hållning till alkohol. Man samarbetar kring frågor som rör pr, reklam, utbildning med mera. Föreningen samarbetar också med gårdar och hotell i Sverige, Tyskland, Finland, Schweiz, Norge, Danmark, Österrike, Storbritannien och Nederländerna.
Föreningen som har 65 medlemsanläggningar bildades år 2000 genom samgående mellan föreningarna Kristna hotell och Gårdarnas samarbetsråd (där flera församlingar med lägergårdar samlades).